# Metal Gear Solid Mobile
Metal Gear Solid Mobile es un videojuego de Metal Gear Solid para los teléfonos móviles. Fue anunciado en la fiesta del 20th aniversario de Metal Gear. Está disponible para la descarga directa en Japón y Norteamérica. Por ahora, la versión norteamericana del juego es exclusiva de la red de Verizon. El 14 de febrero de 2008, el Metal Gear Solid Mobile ganó los premios "Grand Prix" y "Operator's Choice" de la International Mobile Gaming Awards de 2008.
Los jugadores juegan como Solid Snake usando el teclado numérico del teléfono. La forma de juego es una combinación de Metal Gear Solid 2 y Metal Gear Solid 3 por ejemplo, usted puede tomar fotos usando la cámara digital del teléfono y transferirlas al juego como traje de Snake, creando un nuevo camuflaje. La cámara también controla la cámara en el juego, y también podrá dirigir los misiles del Nikita. El colgarte de las repisas y esconderte en armarios también será posible. Las misiones VR también se incluyen.

## Historia
La historia transcurre entre Metal Gear Solid y Metal Gear Solid 2: Sons of Liberty, y sigue los comienzos de Philanthropy. Ocelot escapó con toda la información técnica de Metal Gear REX y la vendió en el mercado negro. Como contramedida, Solid Snake y Otacon forman Philanthropy. No tarda mucho hasta que Otacon recibe su primera noticia del desarrollo de un nuevo Metal Gear.
Victoria Reed, una programadora de IA (inteligencia artificial), aprende que la tecnología que ella ha estado desarrollando será utilizada en un arma temible de destrucción. Ella hace una denuncia e intenta escaparse de la instalación. Ella pone su confianza en Otacon, y ahora Snake es enviado en una misión a solas para infiltrarse en la instalación para rescatar a la científica.
Al llegar a la instalación se hace evidente que los planes de los militares para el nuevo Metal Gear REX no son agresivos. A pesar de esto, Snake se infiltra en la instalación y alcanza el sótano, donde lo capturan es llevado a una celda. Snake es contactado por la frecuencia 116.66 del códec por el líder terrorista, llamado simplemente comandante, y le revela a Snake que Victoria Reed era un programa de la IA, creado por los terroristas con el fin de atraer a Snake a la instalación para desactivar su sistema de seguridad, permitiendo que los terroristas prácticamente caminen hacia adentro y requisen el REX almacenado en el sótano. Snake escapa de su celda y sigue el camino hasta el REX, evitando las cargas de Semtex ahora colocadas en la mayor parte de la base y machine-gun a centinelas armados con machine-gun a lo largo del trayecto.
En el camino al sótano, Snake utiliza C4 para abrir una pared agrietada y cuando se adentra a través del agujero recién formado, la habitación parpadea verde y azul y se vuelve borroso y artificial. El códec hace llamadas extrañas que no vienen sólo de Otacon, sino también del comandante, al romper la cuarta pared, le sugiere al jugador apagar su teléfono móvil. El verdadero Otacon entonces entra en contacto con Snake, diciéndole que lo han narcotizado y secuestrado y lo han incrporado en una simulación de realidad virtual, y que está en curso de cortar la simulación para salvar a Snake. Otacon le dice que ha estado intentando revelar la identidad del grupo que lo secuestró, pero que no ha conseguido descubrirla, sin embargo, debido a la tecnología usada en la simulación de VR. Él comenta que a juzgar por la complejidad del programa, los programadores deben tener recursos ilimitados, haciendo alusión al grupo de Los Patriots. Otacon entonces le comenta que ya que está Snake en la simulación, puede ser más fácil terminar el objetivo y destruir el Metal Gear ficticio que hacer que él lo corte desde fuera. Snake acepta, encuentra al comandante y lo vence fácilmente usando una combinación de FAMAS y de misiles Nikita.
Snake entonces se despierta escuchando a voces anónimas haciendo uso de palabra. Ellos dicen que Snake no resultó útil, no para darles los datos de batalla que necesitan, y encargan a alguien para borrar todos sus recuerdos de la simulación y de llevarlo de nuevo al lugar donde lo secuestraron. Una voz sin nombre luego dice que ya tienen la segunda prueba preparada. Una de las voces a continuación, dice: "... Vamos a ver si Jack puede hacerlo mejor".

## Situación en el "Canon" de MGS
Aunque Metal Gear Solid Mobile se sitúa entre Metal Gear Solid y Metal Gear Solid 2: Sons of Liberty, su situación como parte de la serie se disputa. Mientras que es desconocido si es de hecho parte del argumento principal, el juego fue pasado por alto en Metal Gear Solid 4 Database, sugiriendo que no es canónico. No se ha dado ninguna respuesta definitiva por Hideo Kojima o las producciones de Kojima. El juego se puede también conectar con Metal Gear: Ghost Babel's Secret Misión mode, que muestra como Jack sigue un riguroso entrenamiento de simulación VR de las principales misiones del juego por un misterioso individuo a que se refiere como "N º 4", en un guiño a Raiden en su próximo papel en Sons of Liberty.